# Gottfried von Goos
Gottfried Goos, seit 1809 Ritter von Goos (* 21. Mai 1776 in Friedelsheim; † 12. Februar 1822 ebenda) war ein bayerischer Offizier und Inhaber des Militär-Max-Joseph-Ordens.

## Leben

### Herkunft
Er war der Sohn von Friedrich Caspar Goos und dessen Gattin Maria Anna, geborene Tussing. Der Vater amtierte als Gerichtsverwalter der Grafen von Wiser-Siegelsbach, welche damals die Ortsherren in Friedelsheim waren.

### Militärkarriere
Am 21. Juni 1795 trat Gottfried Goos als Unterleutnant ins 1. Kurpfalz-Bayerische Feldjäger-Regiment ein, wo man ihn am 11. Dezember 1797 zum Oberleutnant und am 31. Oktober 1805 zum Hauptmann beförderte. In der Bayerischen Armee nahm er am Österreichisch-Französischen Krieg von 1809 teil. Bei der Entsetzung des belagerten Kufstein, während des Tiroler Volksaufstandes, befehligte er am 12. Mai 1809 eine Kompanie des 1. leichten Infanterie-Bataillons „Habermann“. Hier „war er beim Vorrücken gegen Kufstein der Erste welcher unter dem lebhaften feindlichen Feuer den Kieferbach mit seiner Kompanie durchwatete, die Insurgenten über mehrere Berge zurückdrängte und endlich aus eigenem Antrieb den Feind an der Besetzung des Klausenpasses hinderte, wodurch die ganze Unternehmung beschleunigt und dem Vaterland manch tapferer Krieger erhalten wurde.“
Laut Armeebefehl vom 8. Juni 1809 erhielt Goos für seine Tapferkeit bei Kufstein das Ritterkreuz der französischen Ehrenlegion. Am 27. Juni avancierte er zum Major und das Ordenskapitel des Militär-Max-Joseph-Ordens ernannte den Offizier am 30. August des Jahres zum Ritter. Damit verbunden war die Erhebung in den persönlichen Adel und er durfte sich nach Eintragung in die Adelsmatrikel Ritter von Goos nennen. 
Am 19. Juni 1812 nahm Goos seinen Abschied aus der Armee und zog sich ins Privatleben zurück.

### Familie

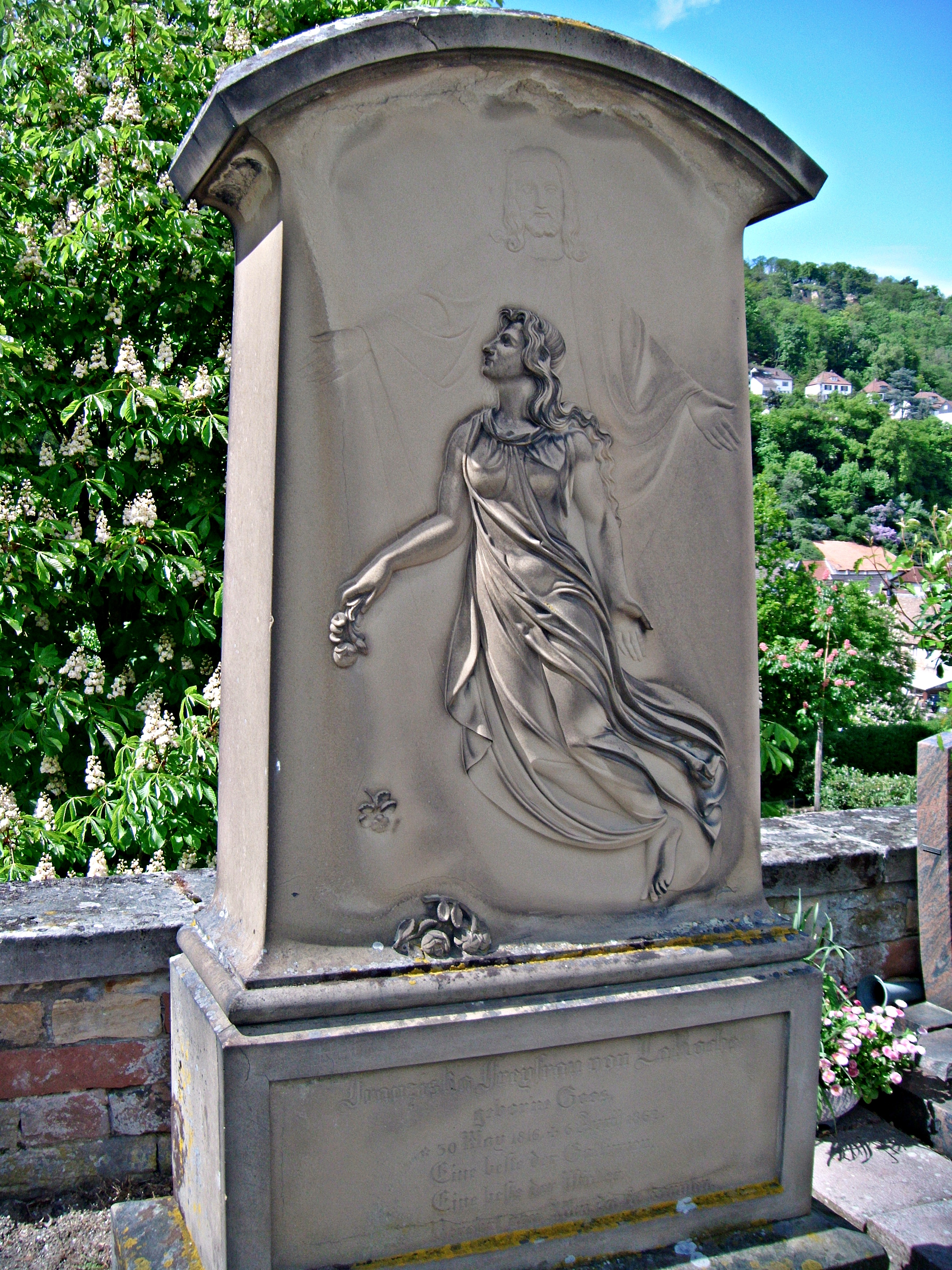
Grabstein der Tochter Franziska Du Jarrys de La Roche geb. Goos (1816–1862), Friedhof Bad Dürkheim, geschaffen von Wilhelm Hornberger (1819–1882)

Er heiratete Josephine Eckart, geborene Reichard aus Mainberg, mit welcher er die Kinder August, Regine und Franziska (1816–1862) hatte.
Letztere Tochter heiratete ihren Cousin, den bayerischen Freiherrn Max Caspar Du Jarrys de La Roche (1798–1872) und ihr kunstvoller Grabstein ist auf dem Hauptfriedhof Bad Dürkheim erhalten.
Nach Goos Tod verheiratete sich seine Witwe in zweiter Ehe mit dem Gutsbesitzer Heinrich Riesè aus Forst an der Weinstraße.
Gottfrieds Schwester Wilhelmine Goos (1774–1848) war vermählt mit Joseph Anselm Du Jarrys de La Roche (1768–1812). Ihr Sohn Max Caspar Du Jarrys de La Roche heiratete seine Cousine, die Tochter von Gottfried Goos; deren Tochter Franziska Du Jarrys de La Roche (1809–1848) ehelichte Alexander Freiherr von Feilitzsch (1803–1873) und war die Mutter des späteren bayerischen Innenministers Maximilian von Feilitzsch (1834–1913).